# Henri Jekel
Henri Jekel (* 21. September 1816 in Paris; † 4. August 1891 ebenda) war ein französischer Koleopterologe.

## Leben
Jekel leitete in Paris ein Geschäft für naturkundliche Gegenstände und Bücher. 1849 schrieb er eine Revision des Werks Genera et species Curculionidarum des schwedischen Entomologen Carl Johan Schönherr. Von 1854 bis 1859 veröffentlichte er im Eigenverlag das dreibändige Werk Fabricia entomologica. In der Folgezeit verfasste er eine größere Anzahl von Fachaufsätzen für diverse Zeitschriften von entomologischen Gesellschaften, darunter 1860 die Erstbeschreibung zum Giraffenhalskäfer aus Madagaskar. Insgesamt beschrieb Jekel über 550 Taxa, von denen 367 heute noch gültig sind. Hierzu zählen Gattungen und Arten aus den Käferfamilien Anthribidae, Attelabidae, Curculionidae und Geotrupidae. Seine beschriebenen Gattungen sind Lasiorhynchites, Conothorax, Chelotrupes, Balanobius, Donus, Eudmetus, Elytroxys und Entomops.
1855 erschien der erste Teil der Schrift Insecta Saundersiana or characters of undescribed insects in the collection of William Wilson Saunders und 1860 der zweite Teil unter dem Titel Insecta Saundersiana: Or, Characters of Undescribed Insects in the Collection of William Wilson Saunders, F.R.S., F.L.S. Coleoptera-Curculionides über die Sammlung des britischen Insektenkundlers William Wilson Saunders. Jekel war ein eifriger Sammler von Käfern, insbesondere Blatthornkäfer und Rüsselkäfer. 1873 und 1875 gab er zwei Bände seiner Schrift  Coleoptera Jekeliana, adjecta Eleutheratorum Bibliotheca heraus. 1879 verkaufte er seine persönliche Sammlung an seine Konkurrenten Henri Deyrolle und Henri Donckier de Donceel.
Jekel war Mitglied der Société entomologique de France.

## Dedikationsnamen
Nach Jekel wurden über 60 Käferarten benannt, von denen 44 heute noch gültig sind. Hierzu zählen  Hypselotropis jekeli, Arachnobas jekeli, Cholus jekeli, Attelabus jekeli, Jordops jekeli, Gronops jekeli, Euops jekeli, Merohister jekeli und Cyrtonota jekeli.